# Magica musica
| Recensione | Giudizio |
| ---------- | -------- |
| Ondarock   | 7,5/10   |

Magica musica è il primo album in studio del cantante italiano Venerus, pubblicato il 19 febbraio 2021 dalla Asian Fake e dalla Sony Music.

## Tracce
1. Ogni pensiero vola – 3:53
2. Brazil – 4:28
3. Fuori, fuori, fuori... – 4:51
4. Appartamento (con Frah Quintale) – 3:28
5. Sei acqua (con Calibro 35) – 4:58
6. Una certa solitudine – 3:42
7. Solo dove vai tu – 4:03
8. Lucy – 4:50
9. Eden – 4:21
10. Namasté (con Rkomi) – 3:53
11. Ck – 4:23
12. Cosmic Interlude – 2:39
13. Lacrima=piccolo mare – 3:04
14. Buyo (con Gemitaiz) – 3:49
15. Canzone per un amico – 3:42
16. Luci – 4:55

## Formazione
- Venerus – voce (eccetto traccia 12), strumentazione
- Vittorio Gervasi – sassofono (tracce 1-3, 8, 13 e 15)
- Giuseppe Panico – tromba (tracce 1, 3 e 8)
- Federico Proietti – trombone (tracce 1, 3, 6 e 8)
- Andrea Suriani – pianoforte aggiuntivo (tracce 1-3)
- Danilo Mazzone – organo B3 (tracce 2, 3, 7 e 8)
- Dario Schittone – voce (tracce 3 e 8)
- Roberta Gentile – voce (tracce 3 e 8)
- Frah Quintale – voce (traccia 4)
- Calibro 35
  - Enrico Gabrielli – flauto traverso e tastiera (tracce 3, 5 e 12)
  - Fabio Rondanini – batteria (traccia 5)
  - Massimo Martellotta – sintetizzatore e chitarra (traccia 5)
  - Luca Cavina – basso (traccia 5)
  - Tommaso Colliva – tastiera aggiuntiva (traccia 5)
- Ethel Colella – arpa (tracce 5 e 12)
- Rkomi – voce (traccia 10)
- Gemitaiz – voce (traccia 14)
- Mace – sintetizzatore (tracce 7 e 13)
- Arya Delgado – voce (traccia 8)
- Danny Bronzini – chitarra aggiuntiva (traccia 16)

Produzione
- Venerus – produzione
- Andrea Suriani – missaggio, mastering
- Mace – produzione (tracce 1-6, 8, 10, 11, 14-16)
- Tommaso Colliva – produzione (traccia 5)
- Amanda Lean – produzione (traccia 7)
- Not for Climbing – produzione (traccia 7)
- Crookers – produzione (traccia 9)
- Vanegas – produzione (traccia 13)

## Classifiche
| Classifica (2021) | Posizione massima |
| ----------------- | ----------------- |
| Italia            | 4                 |